# 唐纳德·布伦
唐纳德·布伦（英語：Donald Leroy Bren，1932年5月11日—）是美国商人，独立拥有房地产投资公司欧文公司并担任总裁。唐纳德身价约为163亿美金，在2018年全球富人排行榜上排名第30位。他在《福布斯》2019年全球億萬富豪榜中名列第68位，資產達到164億美元。在2019年美國400富豪榜，他以170億美元的資產，排名第32名。在2020年9月公佈的福布斯美國400富豪榜排名第32名，資產達153億美元。欧文公司擁有超過1.15億平方英尺的房地產，還包括500座辦公樓，40多個購物中心和近60,000間公寓。

## 外部連結
. 凤凰新媒体. 2018-02-19  [2019-03-24]. （原始内容存档于2019-06-09）.